# Jonathan Clay (musicista)
Jonathan Clay (Houston, 3 aprile 1985) è un cantautore e musicista statunitense cresciuto a Magnolia in Texas.

## Biografia
Il suo primo album Whole New Me è stato pubblicato nel 2006 su iTunes.  Nel 2007 l'Atlantic Records gli ha offerto un contratto e nel giugno dello stesso anno Clay ha pubblicato il suo secondo album Back to Good. I supervisori di MTV hanno trovato il suo lavoro su MySpace e sue canzoni sono state utilizzate nella colonna sonora di alcuni episodi delle serie televisive The Hills, Newport Harbor e The Real World. L'ABC Family ha utilizzato musiche di Clay in Lincoln Heights nel 2008. e Levi's mentre i True Anthem hanno sponsorizzato Clay facendogli ricavare oltre 140.000 download dell'Acoustic Session nel 2008. Nel 2010 Clay registra Everything She wants insieme al produttore Kevin Kadish. "Gypsy Woman", un brano dell'album, è stato utilizzato negli Stati Uniti nella serie televisivaSons of Anarchy nel 2011. Alla fine del 2010 Clay forma una nuova band chiamata Jamestown Revival. Il duo è composto da Clay e dal suo amico d'infanzia Zach Chance, ed entro sei mesi dalla formazione i due sono stati inseriti in copertina della rivista  Rolling Stone. 'Heart on Fire', una canzone con la voce di Clay, è stata usata nel 2012 nella commedia LOL con Miley Cyrus, Demi Moore, Ashley Greene, Adam Sevani e Douglas Booth. Clay ha cantato tre canzoni aggiuntive per il drama Coming-of-age.

## Discografia

### Album
- 2006 Whole New Me
- 2007 Back to Good
- 2010 "Everything She Wants"

### Altro
- 2008 Love At War (singolo)
- 2008 This Ones for Me (singolo e video) *vincitore MTV Freshman Video[7]
- 2009 Acoustic Sessions (EP)[8]
- 2011 Knives and Pipes (EP)
- 2012 Heart on Fire (Singolo, da LOL 2012 soundtrack)